# Amblikal, Mulbagal
Amblikal là một làng thuộc tehsil Mulbagal, huyện Kolar, bang Karnataka, Ấn Độ.